# Бутон Рінчен Друб
Бутон Рінчен Друп (тибетська: བུ་སྟོན་རིན་ཆེན་གྲུབ་, Вайлі: bu ston rin chen grub), (1290–1364), 11-й Настоятель Монастиря Шалу, був провідником монастиря Сак'я та майстром Тибетського буддизму 14 століття. Шалу був першим із великих монастирів, побудованих знатними родинами династії Цанг під час великого відродження буддизму в Тибеті, і був важливим центром традиції Сак'я. Бутон був не просто здібним адміністратором, але й досі його пам’ятають як видатного вченого та письменника, а також як найвідомішого історика Тибету.

## Біографія
Бутон народився в 1290 році «в сім’ї, пов’язаній з монастирем на ім’я Шеме Гомне (шад смад сгом гнас) у районі Тропу (кро пху) Цанг... [його] батьком був видатний лама Ньінгма на ім’я Драктон Г’єлцен Пелзанг (хвалитися ston rgyal btshan dpal bzang, du ). Його матір, також майстер ньїнми, звали Сонам Бум (bsod nams 'bum, du ).".
Бутон каталогізував усі буддистські писання в Шалу, приблизно 4569 релігійних і філософських праць, і відформатував їх у логічному, послідовному порядку. Він написав відому книгу «Історія буддизму в Індії та Тибеті» в Шалу, яку багато тибетських вчених використовують у своїх дослідженнях сьогодні.
Після своєї смерті він протягом століть сильно вплинув на розвиток езотеричних досліджень і психічної підготовки в Тибеті. Метою його робіт було не культивування паранормальних магічних здібностей, а досягнення філософського просвітлення, переконання, що всі земні феномени є станом розуму. Донині він залишається одним із найважливіших тибетських істориків і буддійських письменників в історії буддизму та Тибету.
Панчен Сонам Дракпа (1478-1554), п’ятнадцятий абат монастиря Ганден, став відомим як втілення великого лами та історика Бютона Рінчена Друпи.

## Подальше читання
- Чандра, Локеш вид. Зібрання творів Бу- стона 26v. (Śatapiṭaka Series 64) Нью-Делі: Міжнародна академія індійської культури, 1971.
- Рінчен Намг'ял, Дратшдпа (автор), Ван дер Богаерт, Ганс (перекладач) Жменька квітів: коротка біографія Бутона Рінчена Друба . Дхарамсала: Бібліотека тибетських творів та архівів, 1996.ISBN 81-86470-04-2
- Рюгг, Девід Сейфорт. Життя Бустон Рін по че: З тибетським текстом Бустон рНамтар, Serie orientale Roma XXXIV. Roma: Instituto Italiano per il Medio ed Estremo Oriente, 1966.
- Шеффар, Куртіс Р. «Лист до редакторів буддійського канону в Тибеті чотирнадцятого століття: yig mkhan rnams la gdams pa of Bu ston Rin chen grub». в журналі Американського східного товариства 01 квітня 2004 р
- Оберміллер, Е. (1931/1932) Історія буддизму в Індії та Тибеті. Прикраси Святого Письма, Бу Стон, переклад з тибетської. Лейпциг: Harrassowitz. v.1 v.2 .